# Tarsistes philippii
Tarsistes philippii is een vissensoort uit de familie van de vioolroggen (Rhinobatidae). De wetenschappelijke naam van de soort is voor het eerst geldig gepubliceerd in 1919 door Jordan.